# Stelling van Amsterdam (streekpad)
De wandelroute Stelling van Amsterdam (streekpad 9) is een voormalig streekpad met een lengte van 135 kilometer dat van Volendam naar Muiden loopt en daarbij zo veel mogelijk langs de fortificaties van de Stelling van Amsterdam loopt. Het pad was in beide richtingen gemarkeerd met de bij streekpaden gebruikelijke geel-rode markeringen, en is in een gidsje beschreven. Het pad is te beschouwen als de opvolger van de Amsterdamse Ommegang, die niet meer onderhouden wordt.
Dit streekpad is inmiddels onderdeel geworden van het vernieuwde Waterliniepad (LAW 17).
De route liep van Volendam via Edam, en Krommenie naar Heemskerk, stak het Noordzeekanaal over via het veer bij Buitenhuizen, en ging via Spaarndam en Vijfhuizen naar Hoofddorp, Aalsmeer en Uithoorn. Bij Nes aan de Amstel werd, wederom via een veer, de Amstel overgestoken. Bij Botshol was een alternatieve route voorzien gedurende het broedseizoen (15 maart tot 15 juni). Via Abcoude en het Gein werd het Amsterdam-Rijnkanaal bereikt, dat tot Weesp gevolgd werd. Van Weesp ging de route langs de Vecht naar Muiden.
Aansluitingen op andere wandelroutes bestonden op diverse plaatsen:
- Te Edam en Volendam op het Zuiderzeepad (LAW 8)
- Te Purmerend en bij Fort Spijkerboor op het Trekvogelpad (LAW 2)
- Te Aalsmeer en De Kwakel op het Pelgrimspad (LAW 7-1)
- Te Driemond op het Floris V-pad (LAW 1-3) en het Trekvogelpad
- Te Muiden op het Zuiderzeepad

Aansluitingen op het openbaar vervoer bestonden uit treinstations (aan of in de buurt van de route gelegen) te Purmerend, Krommenie, Haarlem (station Haarlem Spaarnwoude), Hoofddorp, Abcoude en Weesp, en busverbindingen in het overgrote deel van de andere plaatsen die langs de route lagen.

## Samenvoeging met Waterliniepad
Dit streekpad is in de loop van 2019 samengevoegd met het Waterliniepad (SP 18); de gehele route heet nu Waterliniepad, en heeft als padnummer LAW 17. Van een streekpad is het veranderd in een LAW, en derhalve heeft het een wit-rode in plaats van geel-rode markering gekregen. 

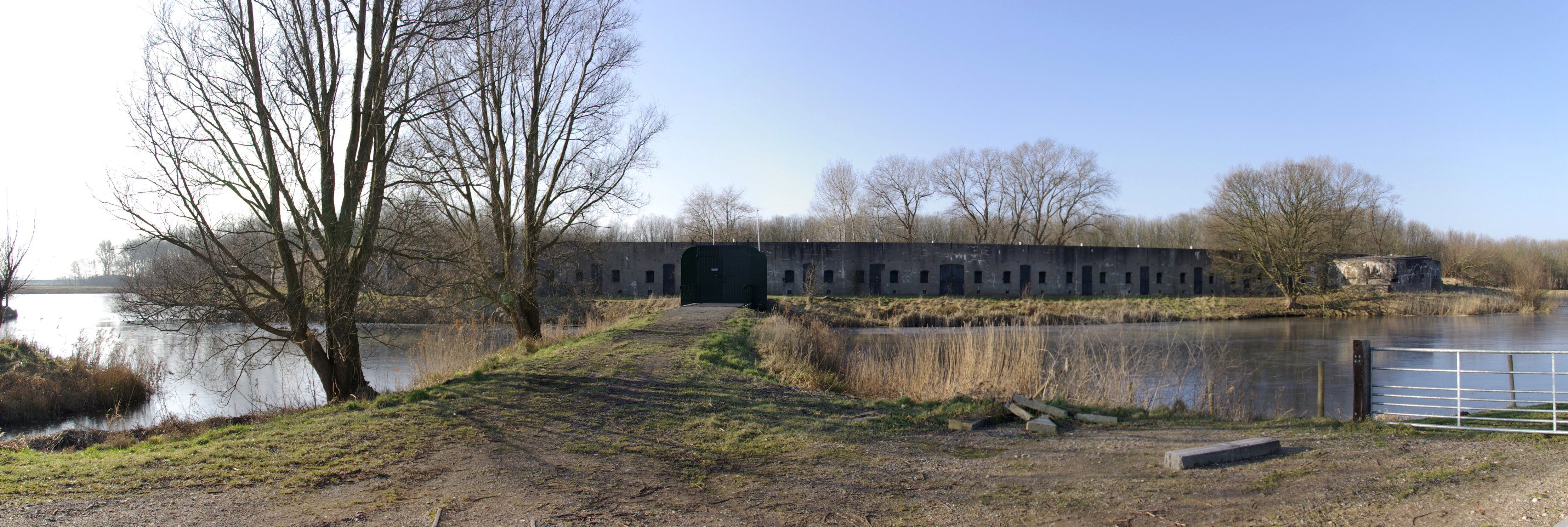
Fort benoorden Spaarndam
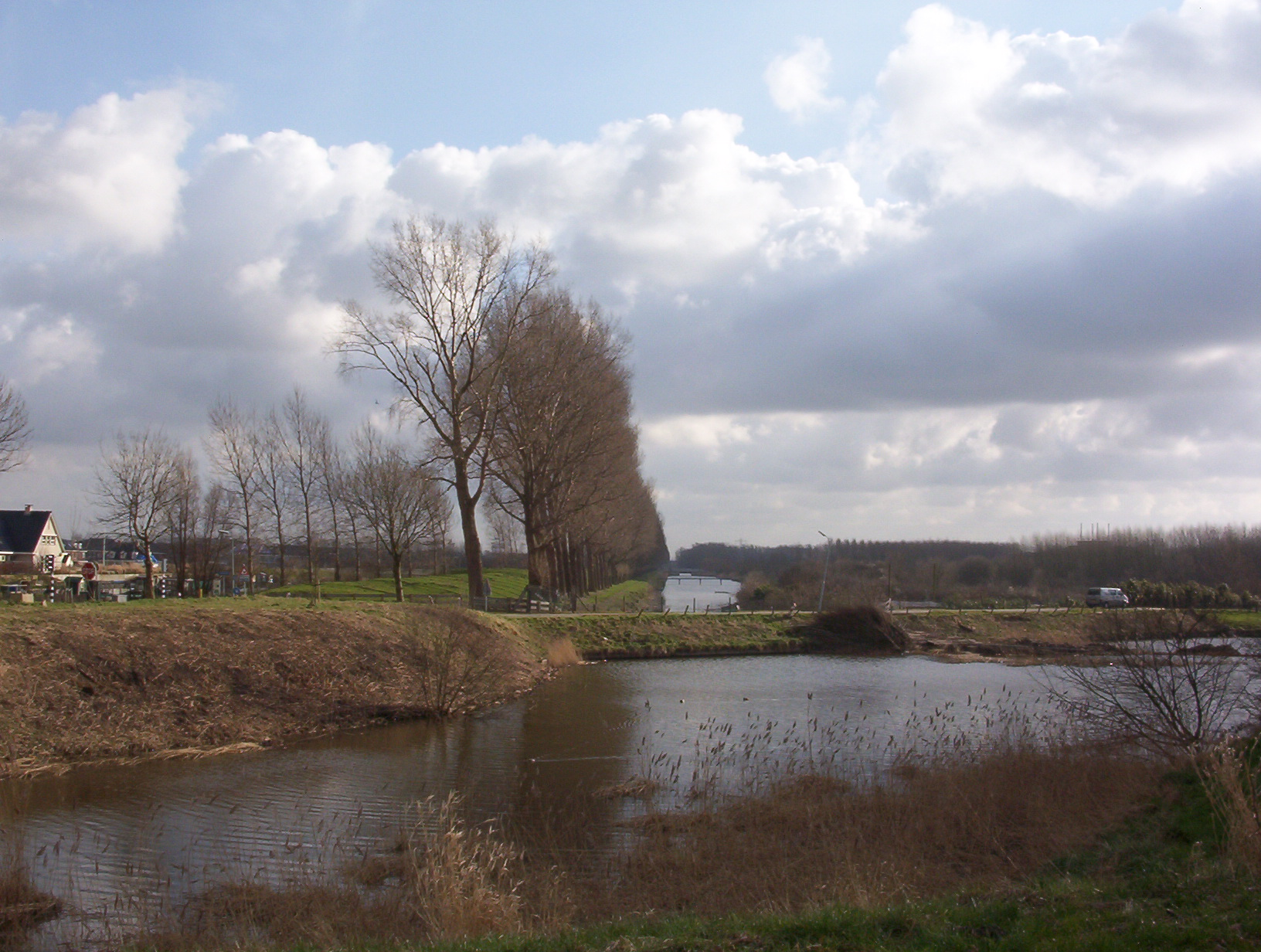
Blik op Geniedijk vanaf Fort Vijfhuizen
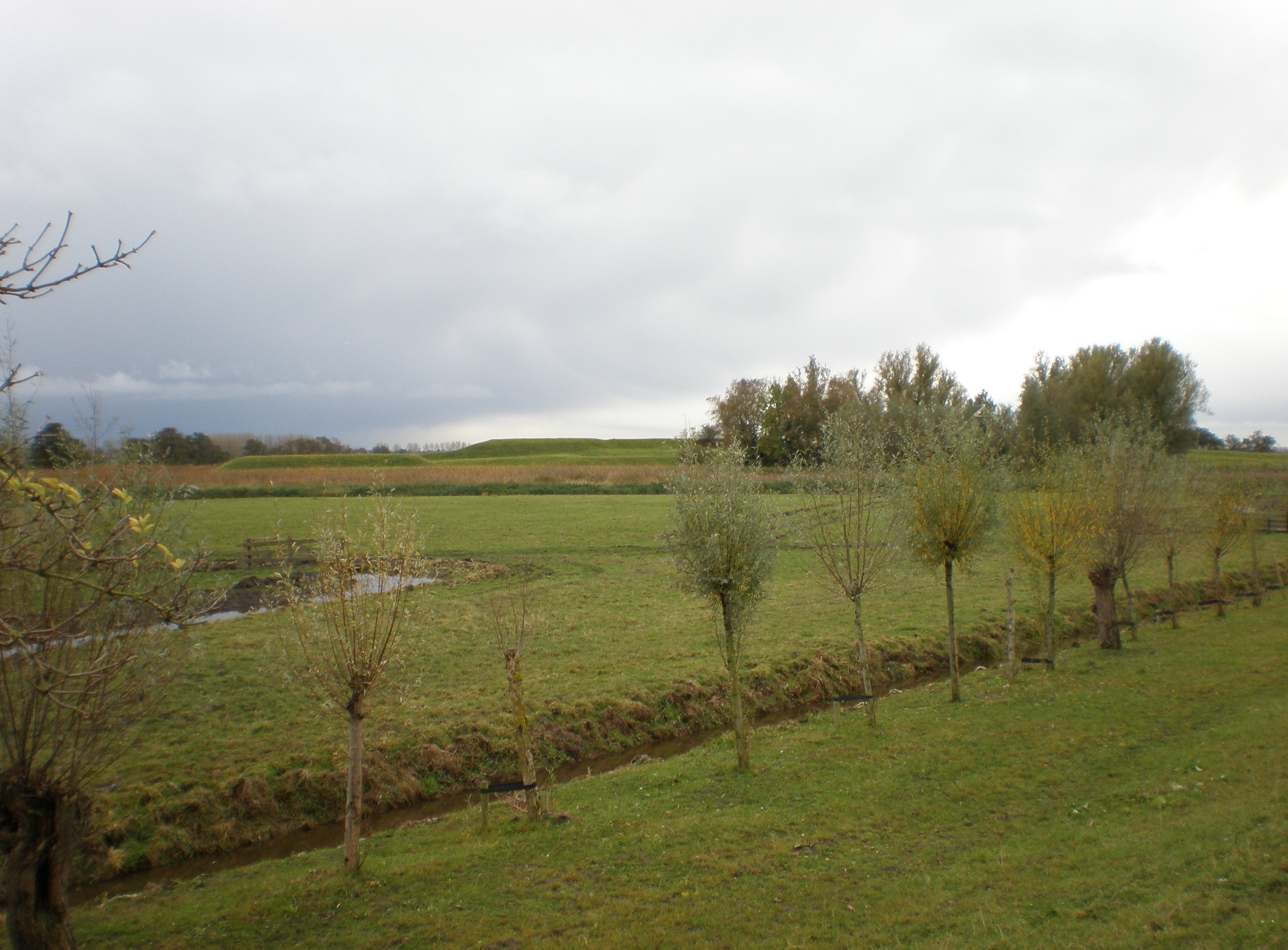
Fort in de Botshol
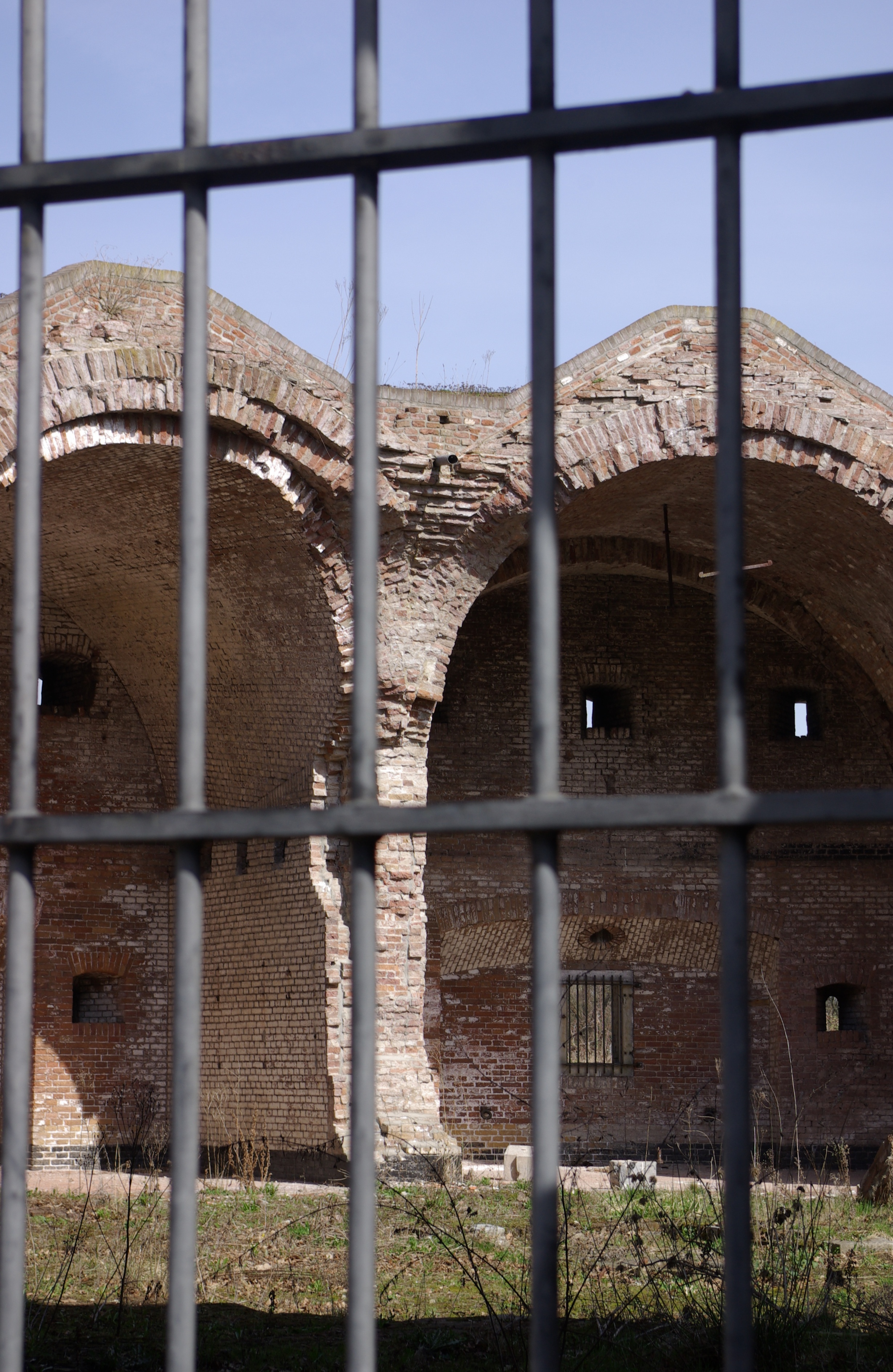
Fort bij Uitermeer
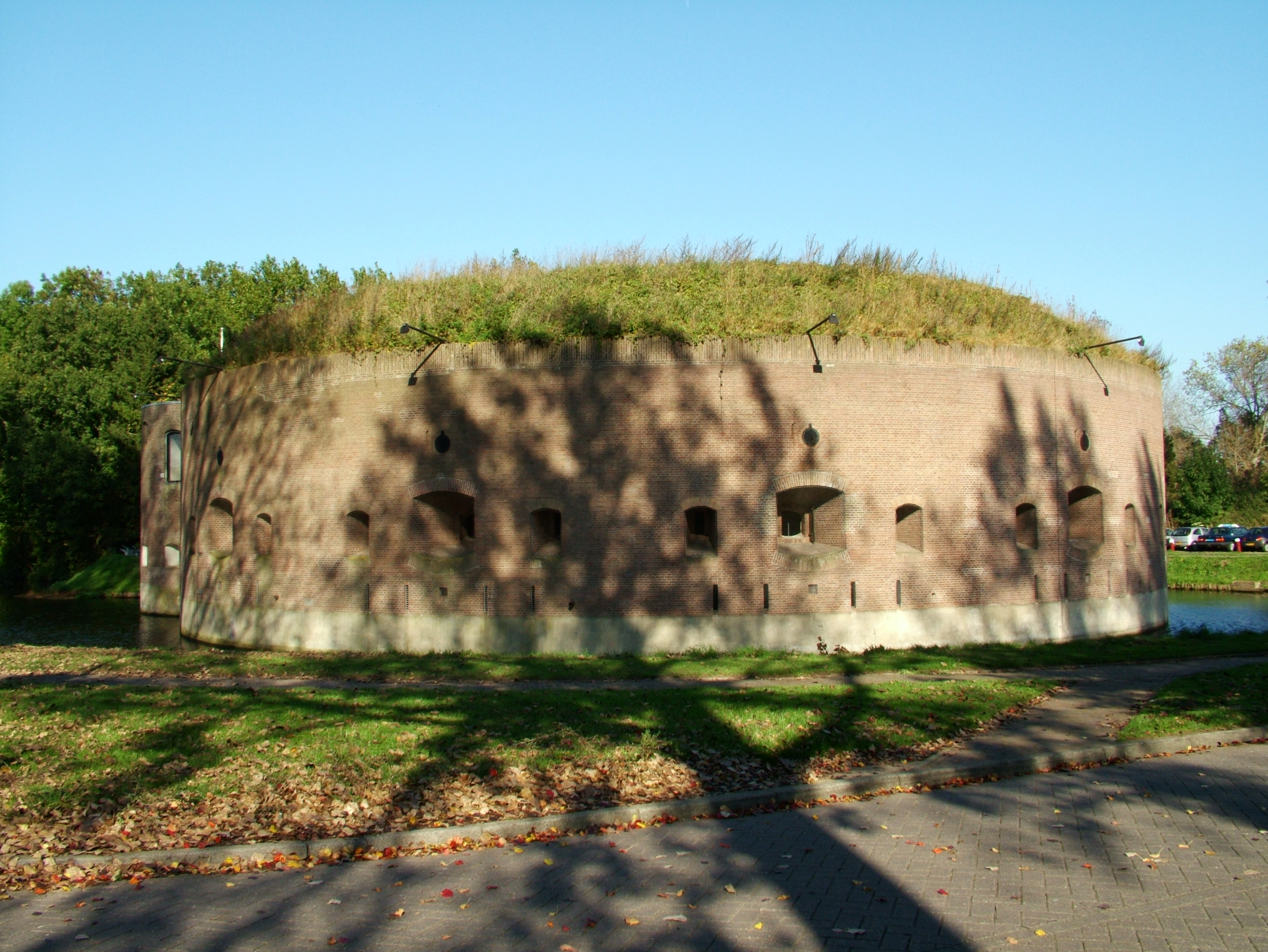
Torenfort aan de Ossenmarkt, Weesp